# César Fuentes Rodríguez
César Fuentes Rodríguez (Buenos Aires, 1961) es un periodista musical, presentador y escritor argentino muy ligado a la escena del Heavy Metal.

## Carrera
Comenzó su carrera en la revista Riff Raff, a mediados de los '80, realizó infinidad de notas para medios argentinos y extranjeros y fundó la «Editorial Llamoso», que en su momento publicó la revista Epopeya y Madhouse, dos de las más importantes publicaciones de la movida Heavy en Argentina, porque se distribuían a nivel nacional y cubrían todo el panorama del género. También colaboró con revistas de Australia, Alemania, México, y asiduamente con las españolas Kerrang! y Heavy Rock.
 
Hizo televisión como presentador y productor del programa Power 30 en la filial argentina de la cadena MuchMusic. 

También participó en radio, durante la primera mitad de los '90 en el ciclo Heavy Rock & Pop y desde fines de la misma década con su propio programa, Ave César, donde aparte de lo musical, tocaba temas de literatura, mitología clásica e historia.

César Fuentes Rodríguez es licenciado en Letras por la Universidad de Buenos Aires y en Filología Hispánica por la Universidad de Barcelona, ciudad en la que residió varios años.

En 2005 publicó una biografía no oficial de la banda Iron Maiden en español, El Viaje De La Doncella, traducida luego al inglés, en tanto que su libro Mundo gótico es también el primero en castellano acerca del fenómeno de la subcultura gótica. Ambos volúmenes fueron también publicados en España.

A fines de 2009 publicó en Argentina El infierno y los celacantos, una novela gótica con elementos policiales, eróticos y de ciencia ficción, que trata acerca del mundo de los sueños y la oposición entre el mito y la historia.
Entre 2007 y 2011 dirigió la revista Requiem de Argentina. También realizó El Noticiero de las Pampas, un programa acerca de la movida metalera argentina para el portal del Mariscal Romero, Mariskalrock, mientras que en noviembre de 2009 regresó con el programa Ave César, en formato exclusivo para internet, durante tres temporadas.
Junto a Walter Meza condujo la tercera temporada (2011) del programa MTL en El Canal de la Música (CMTV), producido por el bajista de Kamikaze Roberto Cosseddu, y asistido técnicamente por Emiliano Obregón, guitarrista de la agrupación Lörihen.

Desde febrero de 2012 condujo Tiempos violentos, el programa de la radio Rock & Pop dedicado al Heavy Metal hasta el final del ciclo a fines de 2017. Durante 2018 y 2019 produjo en radio La Hora Clandestina por streaming en Facebook y ha vuelto a la grilla del portal Heavy español Mariskalrock. En 2020 inició un ciclo como youtuber bajo el título de Margaritas Para Gourmets. Regresó en 2021 con el programa de televisión Power 30 a través de xlevelpr.com y Roku. Desde 2023 conduce junto con Alejandro Nagy La Nave Express a través de las plataformas de Twitch y YouTube. 

## Publicaciones en donde participó
- Riff Raff.
- Heavy Rock (España).
- Kerrang! (España).
- Heavy Metal Subterráneo (México).
- Iron Pages (Alemania).
- Requiem
- Rock & Pop Magazine.
- Maelstrom.
- Madhouse.
- Revista Epopeya

Además, participó en el video La historia de Riff.

## Libros publicados
- 1993: Los años de la bestia.
- 2005: El viaje de la doncella. ISBN 84-933891-2-9.
- 2007: Mundo gótico. ISBN 84-933891-6-1.
- 2009: El infierno y los celacantos. ISBN 978-987-24105-3-7.
- 2015: La hinchada caballerosa . ISBN 978-987-29741-6-9.[5]